# Robert Leist
Robert Louis Leist (New York, 1 december 1921 – 30 maart 2011) was een Amerikaans componist, muziekpedagoog, arrangeur, dirigent, trompettist en slagwerker.

## Levensloop
Leist studeerde trompet en pauken aan de Juilliard School of Music en muziekopleiding aan de Columbia-universiteit in New York. Vervolgens werd hij trompettist en paukenist in de United States Army 2nd Service Command Band. Hij was tweede dirigent van de Richard Franko Goldman Band in New York. Vanaf 1956 was hij docent aan de Columbia-universiteit. Later was hij dirigent van de harmonieorkesten aan de Princeton-universiteit in Princeton. Hij besloot zijn carrière in het onderwijs als dirigent van de harmonieorkesten aan de Northport High School Symphonic Band 
Leist schreef een groot aantal van bewerkingen van klassieke muziek voor harmonieorkest, bijvoorbeeld Military symphony in F (1950) van François-Joseph Gossec (samen met: Richard Franko Goldman), Passacaglia ... uit "Pastoral Suite" (1958) van Cyril Scott, Jubilation - An Overture (1945) van Robert Ward, Fantasia in G majeur, BWV 571 (1960) van Johann Sebastian Bach (samen met: Richard Franko Goldman), Santa Ana's Retreat from Buena Vista 1848 ... (1962) van Stephen Collins Foster en Old London suite (1967) van Geoffrey Bush. Daarnaast schreef hij ook eigen werken voor dit medium.

## Composities

### Werken voor harmonieorkest
- 1967 Christmas Triptych
- Timpani Fever, concert voor pauken en harmonieorkest
- Timpat, voor pauken en harmonieorkest

### Pedagogische werken
- 1950 Snare drum method - samen met: Phil Grant